# Воскресенка (Репинское сельское поселение)
Воскресе́нка — деревня в Калачинском районе Омской области России. Входит в состав Репинского сельского поселения.

## История
Основана в 1902 году. В 1928 году посёлок Воскресенский состоял из 102 хозяйств, основное население — украинцы. В административном отношении находился в составе Великорусского сельсовета Ачаирского района Омского округа Сибирского края.

## Население
| 2002 | 2010 |
| ---- | ---- |
| 314  | ↘224 |

## Улицы
В деревне имеются две улицы: Центральная и Южная.